# Myron Scott
Pour les articles homonymes, voir Scott.
Myron E. Scott (né le 16 septembre 1907 à Camden (Ohio) - mort le 4 octobre 1998) est un photographe américain du XXe siècle.

## Biographie
Après ses études, il travaille pour le quotidien Dayton Daily News et apprend la photographie. Il publie des images dans Life Magazine et d'autres publications.
Il est le créateur du All-American Soap Box Derby. On lui attribue également le nom de la voiture de sport de Chevrolet, la Corvette.